# Donja Kravarica
Donja Kravarica (cyr. Доња Краварица) – wieś w Serbii, w okręgu morawickim, w gminie Lučani. W 2011 roku liczyła 358 mieszkańców.